# Садвакасов Дармен Канатович
Дармен Канатович Садвакасов (28 квітня 1979, Цілиноград, СРСР) — казахський шахіст, гросмейстер (1998). Чемпіон Казахстану (2001, 2003, 2004, 2006, 2007). Чемпіон світу серед юніорів (1998). Чемпіон Азії серед юніорів (1995).
Садвакасов закінчив Євроазійський державний університет імені Гумільова (перекладач). В 2009 році (стипендіальна програма "Болашак") закінчив магістратуру в університеті Карнегі Меллон (державне управління). Працював в Адміністрації Президента Казахстану (2009-2012).

## Зміни рейтингу
| На цьому місці має відображатися графік чи діаграма, однак з технічних причин його відображення наразі вимкнено. Будь ласка, не видаляйте код, який викликає це повідомлення. Розробники вже працюють для того, щоби відновити штатне функціонування цього графіка або діаграми. | |
| | На цьому місці має відображатися графік чи діаграма, однак з технічних причин його відображення наразі вимкнено. Будь ласка, не видаляйте код, який викликає це повідомлення. Розробники вже працюють для того, щоби відновити штатне функціонування цього графіка або діаграми. |